# Endoskopia kapsułkowa
Endoskopia kapsułkowa – badanie endoskopowe umożliwiające oglądanie śluzówki jelita cienkiego na całej jego długości. W odróżnieniu od tradycyjnej endoskopii, w badaniu tym nie używa się endoskopu w postaci giętkiej rury, ale niewielkiej kapsułki, która po połknięciu przez pacjenta przechodzi przez jego cały przewód pokarmowy.

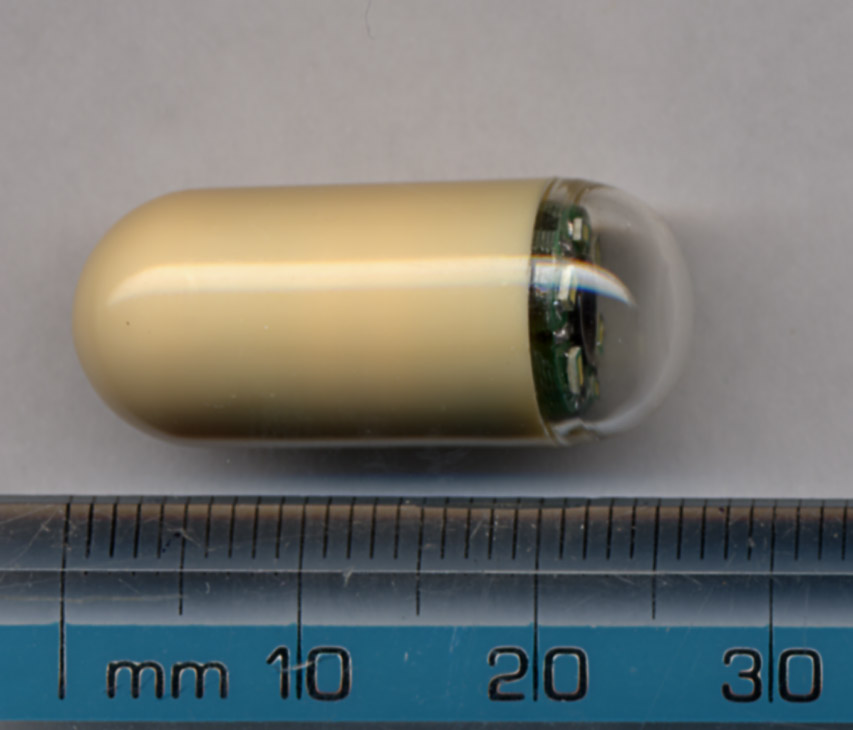
Kapsułka endoskopowa

## Historia
Do niedawna bezoperacyjne obejrzenie śluzówki całego przewodu pokarmowego nie było możliwe. Kolonoskopia i panendoskopia (esofagogastroduodenoskopia) umożliwiają obejrzenie jedynie jego górnego odcinka (przełyku, żołądka i dwunastnicy) a także jelita grubego. Dokładne zbadanie jelita cienkiego nie było jednak możliwe, z powodu jego długości (5–7 m) i licznych zakrętów (pętli jelita), które uniemożliwiają wprowadzenie endoskopu. Enteroskopia umożliwia zbadanie tylko około 50 cm początkowej części jelita czczego.
Pasaż (badanie kontrastowe) jelita cienkiego oraz jego enterokliza metodą tomografii komputerowej są mało dokładne, ponadto wiążą się z wystawieniem pacjenta na działanie szkodliwego promieniowania. Są również nieprzyjemne, a podawany doustnie środek kontrastowy powoduje niekiedy zaburzenia żołądkowo-jelitowe i reakcje alergiczne.
Koncepcja zdalnego obrazowania przewodu pokarmowego przy pomocy kapsułek z transmiterem, mająca rozwiązać te problemy, powstała w roku 1981, a jej autorem był Gavriel Iddan z Izraela. W 1996 roku Paul Swain z Wielkiej Brytanii przeprowadził na zwierzętach badania prototypem kapsułki endoskopowej. W sierpniu 2001 roku amerykańska Agencja Żywności i Leków zatwierdziła endoskopię kapsułkową jako nową metodę badania jelita cienkiego.
Badanie to okazało się dużo bardziej skuteczne w diagnostyce krwawień z jelita cienkiego i choroby Crohna od dotychczas stosowanych metod. Według World Journal of Gastroenterology endoskopia kapsułkowa umożliwia diagnostykę krwawień z przewodu pokarmowego w 50–67% (enteroskopia jedynie w 25–30%), natomiast w diagnostyce choroby Crohna jest skuteczna w 43–71% (enterokliza tomograficzna poniżej 30%).
Endoskopia kapsułkowa jest również mniej uciążliwa dla pacjentów, nie wiąże się bowiem, jak enteroskopia, z koniecznością połykania długiej rury, co nawet przy zastosowaniu miejscowego znieczulenia gardła powoduje bardzo nieprzyjemne odczucia (mdłości, odruch wymiotny, wrażenie duszenia się).

## Budowa urządzenia

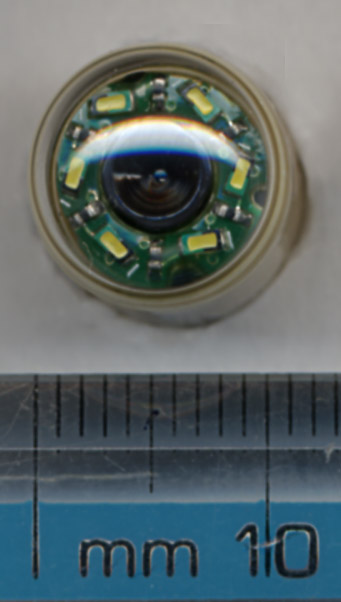
Przód kapsułki endoskopowej (widoczne 6 diod i obiektyw kamery)

Oprzyrządowanie stosowane w endoskopii kapsułkowej składa się z jednorazowej, bezprzewodowej kapsułki PillCam lub OMOM, rejestratora danych (odbierającego obrazy wysyłane z kapsułki) oraz stacji komputerowej.
Kapsułka endoskopowa PillCam ma wymiary 11×26 mm i waży około 3,7 g. Wersja kapsułki przeznaczona dla dzieci jest nieco mniejsza. Zawiera w sobie miniaturowy aparat cyfrowy CMOS, diodę elektroluminescencyjną (pełniącą funkcję lampy błyskowej), nadajnik radiowy, antenę i dwie baterie z tlenkiem srebra. Nowsza wersja kapsułki, PillCam Colon 2, posiada dwa obiektywy (każdy o polu widzenia 172°, jeden skierowany do przodu, a drugi do tyłu), ma możliwość dwukierunkowej komunikacji z rejestratorem (co pozwala na zdalną kontrolę aktywności kapsułki w zależności od jej lokalizacji) oraz jest w stanie wykonywać i przesyłać zdjęcia cyfrowe ze znacznie większą prędkością (zmienną od 4 do 35 klatek na sekundę, czyli pozwalającą na zapisywanie nie tylko pojedynczych zdjęć, ale także nagrań wideo).
Od niedawna dostępna jest także kapsułka OMOM. Można ją dezaktywować w miejscach mniej interesujących i wzbudzać w miejscach istotnych. Do podglądu w czasie rzeczywistym można użyć specjalnego pilota, bez konieczności podłączania pacjenta do stacji roboczej. Dzięki takiemu sterowaniu kapsułką łatwiej i szybciej można diagnozować, ponieważ interpretacja 20 000 zdjęć jest mniej czasochłonna niż 50 000.
Dostępne są również inne modele kapsułek: EndoCapsule (japońska) i Miro (koreańska). Wszystkie dopuszczone są do użytku na terenie Unii Europejskiej, część z nich ma też dopuszczenie Agencji Żywności i Leków do stosowania na terenie Stanów Zjednoczonych.

## Przebieg badania
Pacjent połyka kapsułkę, a ta, przesuwając się przez przewód pokarmowy dzięki naturalnym ruchom perystaltycznym, fotografuje wnętrze jelita cienkiego, po czym zostaje wydalona w sposób naturalny. Starsze kapsułki wykonywały jedynie dwie fotografie na sekundę, czyli łącznie od 50 do 60 tysięcy zdjęć podczas ośmiu godzin trwania badania. Dane z kapsułki są na bieżąco przekazywane za pomocą nadajnika do rejestratora danych, umocowanego na brzuchu pacjenta. Dopiero po zakończeniu badania i wydaleniu kapsułki dane z rejestratora są kopiowane do komputera i tam wizualizowane.

## Wskazania
- przewlekłe krwawienie z przewodu pokarmowego
- niewyjaśniona niedokrwistość z niedoboru żelaza
- podejrzenie choroby Crohna
- podejrzenie guza jelita cienkiego
- podejrzenie uszkodzeń błony śluzowej jelita cienkiego przez niesteroidowe leki przeciwzapalne lub radioterapię
- diagnostyka choroby trzewnej
- zespoły polipowatości przewodu pokarmowego

## Przeciwwskazania
- zwężenie i niedrożność przewodu pokarmowego
- zaburzenia połykania
- zaburzenia perystaltyki jelit
- przetoka jelitowa
- liczne lub duże uchyłki przewodu pokarmowego
- przebyte operacje brzuszne
- ciąża
- wszczepiony stymulator serca

## Ograniczenia i możliwe powikłania
Najczęstszym powikłaniem (0,75% wszystkich przypadków, 1,25% pacjentów z chorobą Crohna) jest ugrzęźnięcie kapsułki w jelicie cienkim (ang. non-natural excretion), najczęściej w zwężeniu spowodowanym stosowaniem niesteroidowych leków przeciwzapalnych lub innymi chorobami.
Czasami pacjent nie jest w stanie połknąć kapsułki; istnieją endoskopowe metody umieszczenia kapsułki w żołądku, skąd dalej już się przedostaje bez problemu do dwunastnicy i jelita cienkiego.
Czas pracy baterii umieszczonych w kapsułce jest ograniczony (8 godzin), dlatego urządzenie włączane jest tuż przed użyciem. U części pacjentów (około 1/3 wszystkich przypadków), których jelito cienkie jest dłuższe niż przeciętnie lub mają spowolnioną perystaltykę, końcowy odcinek jelita krętego pozostaje niezbadany (niesfotografowany).
W odróżnieniu od tradycyjnego endoskopu, kapsułka jest niesterowalna, wskutek czego nie można powtórnie i/lub dokładniej obejrzeć fragmentu interesującego diagnostę. Niemożliwe jest również pobieranie wycinków do badań histopatologicznych ani wykonywanie żadnych, nawet najmniejszych, zabiegów.